# Si j'étais moi
Singles de Johnny Hallyday
Mirador
(1989) Les Vautours
(1990)
Clip vidéo
[vidéo] « Si j'étais moi », sur YouTube
Si j'étais moi est une chanson de Johnny Hallyday issue de son album de 1989 Cadillac.
En octobre 1989, près de quatre mois après la sortie de l'album, la chanson paraît en single et atteint en novembre la 25e place du Top 50.

## Développement et composition
La chanson est écrite par Étienne Roda-Gil et Jean-Pierre Buccolo. L'enregistrement est produit par Étienne Roda-Gil.
Si j'étais moi, est une chanson d'amour emplit de regrets, construite comme une conversion téléphonique entre l'interprète et son interlocutrice, à laquelle Vanessa Paradis « prête » sa voix, lors de deux courtes participations parlées, au début et à la fin du titre.
Comme pour l'ensemble de l'album, Carole Fredericks assure les chœurs sur Si j'étais moi.

## Liste des pistes
Single CD — 5 octobre 1989, Philips 983 817-5
1. Si j'étais moi (4:03)
2. L'Étoile solitaire (3:33)[1]

## Classements
| Classement (1989) | Meilleure position |
| ----------------- | ------------------ |
| France (SNEP)     | 25                 |